# Closer to You
Closer to You is een nummer van de Nederlands-Vlaamse singer-songwriter Novastar uit 2014. Het is eerste single van zijn vierde studioalbum Inside Outside.
"Closer to You" was de eerste single van Novastar na een pauze van vijf jaar tijd. Het nummer werd een bescheiden radiohitje in Vlaanderen, waar het de eerste positie bereikte in de Tipparade. In Nederland deed het nummer niets in de hitlijsten, ondanks pogingen van Novastar om het nummer te promoten bij onder andere Giel Beelen en De Wereld Draait Door.